# Henry Chu
Henry Yung-Hsien Chu, född 15 februari 1976, är en svensk TV-programledare, TV-producent och regissör, som är uppvuxen i Örebro och bosatt i Stockholm.
Chu var 2001–2004 programledare på Hjärnkontoret, ett populärt barnprogram som sänds i SVT. Han har även varit programledare för Lilla Melodifestivalen, Megadrom och Packat & Klart. År 2005 regisserade han och skrev manuskript till långfilmen Efter Jesper som sändes på Sveriges Television. Chu fick Hjalmar Berglunds revystipendium 2004 för sina insatser inom underhållning.
Under 2006 och 2007 hade han programmet "Chu i P5" i P5 Radio Stockholm.
2020 skapade han podcasten Henry läser Wikipedia som utkommer med ett avsnitt varje dag.